# Kadra Mohamed Dembil
Kadra Mohamed Dembil (* 22. April 1997 in Ali Sabieh) ist eine dschibutische Leichtathletin, die sich auf den Mittelstreckenlauf spezialisiert hat.

## Sportliche Laufbahn
Erste internationale Erfahrungen sammelte Kadra Mohamed Dembil 2014 bei den Olympischen Jugendspielen in Nanjing, bei denen sie im 2000-Meter-Hindernislauf in 7:13,44 min den fünften Platz im B-Finale belegte. Zwei Jahre später konnte sie dank einer Wildcard an den Olympischen Spielen in Rio de Janeiro teilnehmen und schied dort im 1500-Meter-Lauf mit 4:42,67 min im Vorlauf aus. 2019 nahm sie erstmals an den Afrikaspielen in Rabat teil und belegte dort in 4:34,95 min den elften Platz. 2022 gelangte sie bei den Islamic Solidarity Games in Konya mit 4:48,06 min auf Rang 13 und 2024 belegte sie bei den Afrikameisterschaften in Douala in 4:20,82 min den zehnten Platz. Im Jahr darauf siegte sie bei den Arabischen Meisterschaften in Oran in 15:52,76 min im 5000-Meter-Lauf und belegte in 4:17,56 min den vierten Platz über 1500 Meter.

## Persönliche Bestleistungen
- 1500 Meter: 4:12,69 min, 11. April 2025 in Dschibuti
- 3000 Meter: 9:11,33 min, 11. Januar 2020 in Dschibuti
- 5000 Meter: 15:52,76 min, 30. April 2025 in Oran